# A в круге
Ⓐ, ⓐ (А в круге или латинская А в круге) — типографический символ. Это латинская буква «A», помещённая в окружность. Используется наряду с другими буквенно-цифровыми символами, также помещёнными в окружность. Общепризнанный символ анархизма.

## Использование
В настоящее время символ используется анархистами или теми, кто сочувствуют анархическим идеям.
Как правило, «А» в круге — белого цвета, и изображается на чёрном либо черно-цветном знамени. Анархисты, например, Синди Мильштейн, интерпретируют букву «А» как первую букву греческого слова ἀναρχία («безначалие»), а букву «О» как порядок (по-французски ordre), отсылающий к книге Прудона «Что такое собственность?».
Несмотря на использование этого символа в армии США, в начале XXI века «А в круге» в значительной степени потеснила традиционное чёрное знамя в качестве наиболее часто используемого символа для этого направления мысли. Писатель, философ и продюсер телекомпании BBC Питер Маршалл отмечал, что этот символ представляет идею (развитую П. А. Кропоткиным и другими анархическими теоретиками) о том, что «анархия — это порядок» (англ. Anarchy is Order, нем. Anarchie ist Ordnung и т. п.); ранняя версия анархистского значка была представлена буквой «А» («анархия»), концы которой выходили за пределы буквы «O» («порядок»), пока с течением времени не приобрела более формальное начертание, используемое сейчас. В России символ представлен на одной из
разновидностей флага Ассоциации свободных социалистов анархистов (АССА).
Одно из первых применений данного символа — в символике испанского федерального совета международной рабочей ассоциации, входившего в Первый интернационал. Это произошло в 1868 году.
Популярность среди анархистов символ приобрел после гражданской войны в Испании в 1936—1939 годах, в которой анархисты принимали активное участие, и затем буква «А» в круге стала приниматься в качестве официального символа различными национальными анархискими организациями. Например, в 1956 году она стала символом Брюссельской Alliance Ourriere Anarchiste, а в 1964 году — французской «Либертарная Молодежь» (Jeunesse Libertaire).
Иногда различают «А, вписанное в круг» (политический анархизм) и «А, выходящее за пределы круга» (социальный анархизм).
Массовое распространение символа получил в 1970-е.
Символ прочно закрепился в молодёжных субкультурах. Анархо-панк и панк-рок-группы, такие как Crass, стали использовать красный символ «А в круге», (точнее, «А, выходящее за пределы круга»), тем самым представив его неанархистам. Основатель Crass Пенни Рембо позже говорил, что группа, вероятно, впервые увидела этот символ во время путешествия по Франции.

## Представление в кодировках
- Символ заглавной «А в круге» — Ⓐ — в Unicode представлен как U+24B6 или e2 92 b6 в шестнадцатеричном коде. Десятичное представление символа в XML — &#9398;
- Символ строчной «а в круге» — ⓐ — в Unicode представлен как U+24D0 или e2 93 90 в шестнадцатеричном коде. Десятичное представление символа в XML — &#9424;